# Laversines
Laversines ist eine französische Gemeinde mit 1133 Einwohnern (Stand 1. Januar 2022) im Département Oise in der Region Hauts-de-France. Die Gemeinde liegt im Arrondissement Beauvais und ist Teil des Kantons Mouy.

## Geographie
Die Gemeinde am Bach Laversines, der in den Thérain mündet, mit den Ortsteilen Saint-Martin und Saint-Germain liegt rund acht Kilometer östlich von Beauvais. Die als Schnellstraße ausgebaute Route nationale 31 berührt das Gemeindegebiet im Süden.

## Einwohner
| 1962 | 1968 | 1975 | 1982 | 1990 | 1999 | 2006 | 2011 |
| ---- | ---- | ---- | ---- | ---- | ---- | ---- | ---- |
| 594  | 651  | 692  | 779  | 876  | 887  | 1088 | 1129 |

## Verwaltung
Bürgermeister (maire) ist seit 2008 Frédéric Gamblin.

## Sehenswürdigkeiten
- Kirche Saint-Germain[1] (siehe auch: Liste der Monuments historiques in Laversines)
- Kriegerdenkmal

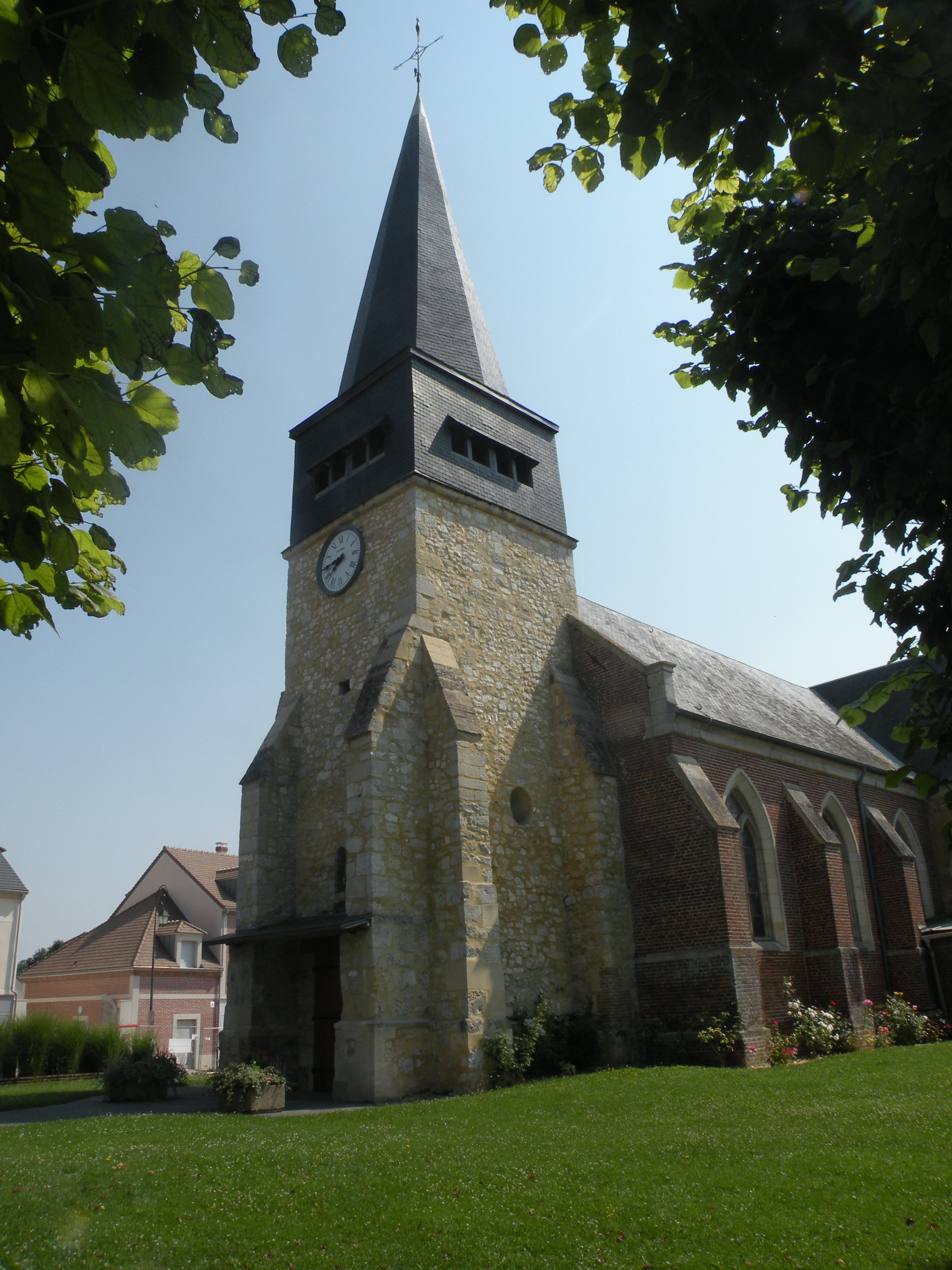
Kirche Saint-Germain
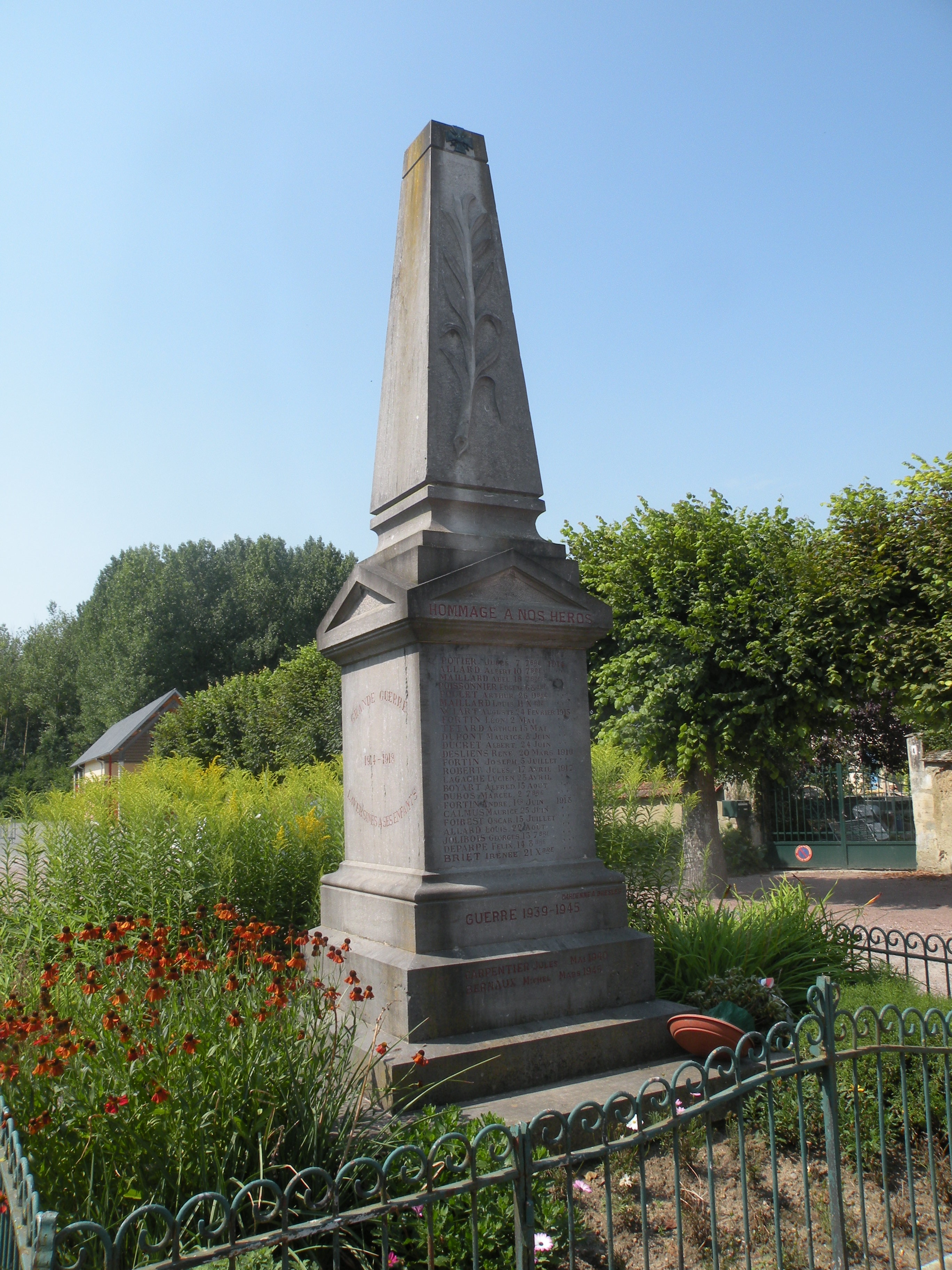
Kriegerdenkmal